# Ralph Bundi
Ralph Bundi (Coira, 15 febbraio 1978) è un ex hockeista su ghiaccio svizzero.

## Carriera
Ralph Bundi ha giocato nel corso della propria carriera per numerose formazioni svizzere come l'EHC Basel, il Rapperswil-Jona Lakers e l'HC Ambrì-Piotta.

## Statistiche
Statistiche aggiornate ad agosto 2011.

### Club
| Stagione  | Squadra           | Stagione regolare | Stagione regolare | Stagione regolare | Stagione regolare | Stagione regolare | Stagione regolare | Playoff | Playoff | Playoff | Playoff | Playoff |
| Stagione  | Squadra           | Lega              | P                 | G                 | A                 | Pt                | PIM               | P       | G       | A       | Pt      | PIM     |
| --------- | ----------------- | ----------------- | ----------------- | ----------------- | ----------------- | ----------------- | ----------------- | ------- | ------- | ------- | ------- | ------- |
| 1995-1996 | Chur              | NLB               | 12                | 0                 | 1                 | 1                 | 2                 |         |         |         |         |         |
| 1996-1997 | Chur              | NLB               | 32                | 0                 | 0                 | 0                 | 16                | 3       | 0       | 0       | 0       | 0       |
| 1997-1998 | Chur              | NLB               | 32                | 2                 | 3                 | 5                 | 10                | 9       | 0       | 0       | 0       | 0       |
| 1998-1999 | Chur              | NLB               | 18                | 0                 | 0                 | 0                 | 29                | 5       | 0       | 0       | 0       | 0       |
| 1999-2000 | Grasshopper       | NLB               | 28                | 3                 | 4                 | 7                 | 57                | -       | -       | -       | -       | -       |
|           |                   | Playout           | 5                 | 0                 | 1                 | 1                 | 2                 | -       | -       | -       | -       | -       |
|           | ZSC               | NLA               | 1                 | 0                 | 0                 | 0                 | 0                 |         |         |         |         |         |
| 2000-2001 | Zug               | NLA               | 38                | 1                 | 1                 | 2                 | 14                | 4       | 0       | 0       | 0       | 2       |
| 2001-2002 | Zug               | NLA               | 39                | 3                 | 5                 | 8                 | 67                | 6       | 0       | 0       | 0       | 2       |
| 2002-2003 | Zug               | NLA               | 41                | 0                 | 3                 | 3                 | 37                |         |         |         |         |         |
| 2003-2004 | Chur              | NLB               | 26                | 7                 | 9                 | 16                | 85                |         |         |         |         |         |
|           | Lugano            | NLA               | 4                 | 0                 | 1                 | 1                 | 2                 | 6       | 0       | 0       | 0       | 2       |
| 2004-2005 | Basel             | NLB               | 38                | 6                 | 9                 | 15                | 36                | 11      | 5       | 7       | 12      | 10      |
| 2005-2006 | Basel             | NLA               | 34                | 4                 | 2                 | 6                 | 36                | 5       | 0       | 1       | 1       | 14      |
| 2006-2007 | Basel             | NLA               | 34                | 1                 | 3                 | 4                 | 52                | -       | -       | -       | -       | -       |
|           |                   | Playout           | 11                | 0                 | 0                 | 0                 | 30                | -       | -       | -       | -       | -       |
| 2007-2008 | Basel             | NLA               | 25                | 0                 | 2                 | 2                 | 14                |         |         |         |         |         |
| 2008-2009 | Ambrì-Piotta      | NLA               | 36                | 1                 | 2                 | 3                 | 32                | -       | -       | -       | -       | -       |
|           |                   | Playout           | 11                | 0                 | 2                 | 2                 | 6                 | -       | -       | -       | -       | -       |
| 2009-2010 | Ambrì-Piotta      | NLA               | 32                | 0                 | 5                 | 5                 | 26                | -       | -       | -       | -       | -       |
|           |                   | Playout           | 5                 | 0                 | 0                 | 0                 | 8                 | -       | -       | -       | -       | -       |
| 2010-2011 | Ambrì-Piotta      | NLA               | 15                | 2                 | 0                 | 2                 | 6                 | -       | -       | -       | -       | -       |
|           |                   | Playout           | 14                | 0                 | 1                 | 1                 | 4                 | -       | -       | -       | -       | -       |
| 2011-2012 | Küssnacht am Rigi | Switzerland4      | ?                 | 0                 | 0                 | 0                 | 0                 |         |         |         |         |         |

### Nazionale

#### Nazionale
| Stagione  | Livello         | Risultati    | Risultati | Risultati | Risultati | Risultati | Risultati |
| Stagione  | Livello         | Competizione | P         | G         | A         | Pt        | PIM       |
| --------- | --------------- | ------------ | --------- | --------- | --------- | --------- | --------- |
| 2000-2001 | Switzerland U20 | WJC-20       | 7         | 0         | 1         | 1         | 12        |

## Palmarès

### Club
- Campionato svizzero: 1

 ZSC Lions: 1999-2000